# Rotterdam Open 1985
Il Rotterdam Open 1985, conosciuto anche come ABN AMRO World Tennis Tournament 1985 per motivi di sponsorizzazione, è stato un torneo di tennis giocato sul sintetico indoor. È stata la 12ª edizione del Rotterdam Open facente parte del Nabisco Grand Prix 1985. Si è giocato all'Ahoy Rotterdam indoor sporting arena di Rotterdam in Olanda Meridionale, dal 18 al 24 marzo 1985.

## Campioni

### Singolare
Miloslav Mečíř ha battuto in finale  Jakob Hlasek con il punteggio di 6–1, 6–2

### Doppio
Tomáš Šmíd /  Pavel Složil hanno battuto in finale  Vitas Gerulaitis /  Paul McNamee con il punteggio di 6–4, 6–4